# Peace of Mind / Don’t Say Goodbye

## Közreműködők
Közreműködők:
- Barry Gibb – ének, gitár
- Robin Gibb – ének
- Maurice Gibb – ének
- stúdiózenészek: dob, gitár, zongora, basszusgitár
- hangmérnök: Robert Iredale

## A lemez dalai
- Peace of Mind (Barry Gibb) (1964), monó 2:20, ének: Barry Gibb
- Don’t Say Goodbye (Barry Gibb) (1964), monó 2:23, ének: Barry Gibb

## Megjegyzés
A számok a Festival Studio Harris Street-i telepén lett rögzítve kétsávos magnófelvételen.

## Dalszövegek
- Peace Of Mind
- Don’t Say Goodbye